# Vilém Barvič
Vilém Barvič (1. srpna 1841 Loštice – 26. března 1892 Valašské Meziříčí) byl český hudební skladatel.

## Život
Po studiích na reálném gymnáziu Novém Jičíně (maturoval v roce 1859) pokračoval na učitelském ústavu v Olomouci. Poté učil na Hukvaldech, Krásně, Valašském Meziříčí, Frenštátě pod Radhoštěm, Frýdlantě nad Ostravicí. Od roku 1886 byl ve Valašském Meziříčí rovněž ředitelem kůru. Věnoval se i veřejné činnost. Spolu se svým tchánem Florianem Stoklasou založil a řídil mužský pěvecký sbor Beseda ve Valašském Meziříčí, později byl rovněž sbormistrem pěveckého sboru Sokola. | popisek = 

## Dílo
- Sedm slov (oratorium – 1869)
- Regina coeli (1871)
- Fuga pro varhany (1861)
- Přechody ze všech dur tónin (pomůcka pro varhaníky - 1885)
- Koncertní variace pro čtyřruční klavír
- Četné mše a další chrámová hudba (zejména v letech 1860–1879)
- Taneční skladby pro kapelu v Lošticích